# Westfalia-Automotive
Die Westfalia-Automotive GmbH ist ein Zulieferer der Automobilindustrie mit Sitz in Rheda-Wiedenbrück in Nordrhein-Westfalen. Als Erfinder der Anhängerkupplung mit Kugelkopf im Jahr 1934 ist Westfalia-Automotive heutzutage einer der weltweit führenden Hersteller von Anhängevorrichtungen für Pkw und leichte Nutzfahrzeuge. Zum Lieferprogramm gehören feste, abnehmbare und schwenkbare Systeme sowie Elektrosätze. Das Produktportfolio wird durch Fahrradträgersysteme für die Anhängekupplung, Dachlastenträger zur gewerblichen Nutzung sowie Verstärkungsfedern abgerundet.

## Geschichte
(Quelle:)
Am 1. Oktober 1844 eröffnete Johann Bernard Knöbel in Wiedenbrück eine Schmiede. Seine beiden Söhne Wilhelm und Franz übernahmen den väterlichen Betrieb und bauten diesen zu einem Wagen- und Sattlerbetrieb aus. Gegen Ende des Ersten Weltkrieges beendeten die beiden Brüder ihre Zusammenarbeit. Franz Knöbel stellte den Betrieb auf die Fertigung von Jagdwagen und Pferdeschlitten um und gab ihm den Namen Westfalia. Mit dem Aufkommen der Kraftwagen in den 1920er Jahren stieg das Unternehmen in das Automobilgeschäft ein.
1932 entwickelte sein erster Sohn, Franz Knöbel, die Anhängekupplung mit Kugelkopf. Die Vorteile des Systems gegenüber den seinerzeit üblichen Maul- oder Hakenkupplung mit Öse sind das geringe Spiel, die große Beweglichkeit und die kompakte Bauform. Am 14. März 1934 erfolgte für diese Erfindung die Patentanmeldung.
In den folgenden Jahrzehnten erlangte Westfalia durch den Ausbau von Reisemobilen und die Produktion von Anhängern Bekanntheit. Westfalia brachte 1966 als erster Hersteller mit dem Mutternsystem eine abnehmbare Anhängekupplung auf den Markt. 1987 folgte die erste vollautomatisch abnehmbare Anhängekupplung. Um der immer größer werdenden Elektrifizierung des Pkw gerecht zu werden, entschied sich Westfalia in den 1980er Jahren für die Gründung eines eigenen Entwicklungsbereich Elektronik. Seitdem werden die zur Anhängekupplung zugehörigen Elektrosätze in enger Zusammenarbeit mit den Automobilherstellern entwickelt.
1999 wandelte das Unternehmen die drei Geschäftsbereiche der Westfalia-Werke in drei eigenständige rechtliche Unternehmen um:
- Westfalia-Automotive GmbH & Co. KG (Anhängekupplungen)
- Westfalia Van Conversion GmbH (Reisemobile)
- Westfalia Trailer Group GmbH (Anhänger)

2002 brachte Westfalia als erster Hersteller eine elektrisch schwenkbare Anhängekupplung auf den Markt. Mit der Übernahme der Anhängekupplungshersteller SIARR (Frankreich, 2006) und Monoflex (Schweden, 2007) begann das Unternehmen mit einer deutlichen Ausweitung seiner internationalen Geschäftsaktivitäten. 2008 erweitert ein Fahrradträgersystem die Produktpalette. In den Folgejahren schreitet die Internationalisierung mit Vertriebsniederlassungen in Großbritannien, den USA, Polen, Russland und Italien voran.
Heutzutage entwickelt und produziert die Westfalia-Automotive GmbH mehr als 1.700 verschiedene Anhängekupplungstypen für nahezu alle Fahrzeugfabrikate. Mit 850 Mitarbeitern umfasst die jährliche Produktion 1,3 Millionen Anhängevorrichtungen bei einem Gesamtumsatz von rund 190 Millionen Euro. Das Fachmagazin auto motor und sport kürte Westfalia-Automotive sieben Mal in Folge zur „Best Brand“ im Bereich „Anhängerkupplungen“.
Im Oktober 2016 wurde Westfalia-Automotive an den amerikanischen Hersteller von Anhängevorrichtungen Horizon Global Corporation verkauft.

## Belege
1. ↑  Fahrradträger bikelander mit besten Testergebnissen, auch für E-Bikes – Westfalia-Automotive. Abgerufen am 23. Februar 2021.
2. 1 2  Westfalia-Automotive Verstärkungsfedern. Abgerufen am 28. Mai 2019.
3. ↑  Firmengeschichte – Westfalia-Automotive. Abgerufen am 23. Februar 2021.
4. ↑  Festzeitschrift der Westfalia-Werke zum 125-jährigen Jubiläum, 1969.
5. ↑  Westfalia-Automotive an Horizon Global verkauft - Dr. Welzel übergibt die Unternehmensführung. In: westfalia-automotive.com. 5. Oktober 2016, abgerufen am 11. September 2020.